# Grivița, Plevna
Grivița (în bulgară Гривица) este un sat în regiunea Plevna, Bulgaria. Aflat la câțiva kilometri nord-est de orașul Plevna, satul este locul unde s-a aflat în secolul al XIX-lea una din redutele de apărare ale cetății Plevna, locul unei mari bătălii din Războiul Ruso-Turc din 1877-1878.

## Geografie
Aflat la 9 km est de Plevna la 208 m altitudine, în bazinul deluros al râului Vit, Grivița avea 1.778 de locuitori în decembrie 2009. Calea ferată care leagă Sofia de Varna și Ruse trece prin sat, ca și șoseaua principală ce leagă Plevna de Ruse, Nikopol și Pordim. Cel mai înalt punct al Câmpiei Dunării din Bulgaria, Sredni vrăh (în bulgară Средни връх, „Vârful de Mijloc”; 304 m) se află la est de sat. Solul este argilos, dar potrivit și agriculturii. Zona este bogată în calcar și în mai multe locuri se află cariere de piatră.

## Demografie
Componența etnică a satului Grivița
     Turci (3,17%)
     Bulgari (93,99%)
     Nicio identificare (2,29%)
     Altele (0,52%)
La recensământul din 2011, populația satului Grivița era de 1.699 locuitori. Din punct de vedere etnic, majoritatea locuitorilor (93,99%) erau bulgari, cu o minoritate de turci (3,17%). Pentru 2,29% din locuitori nu este cunoscută apartenența etnică.

## Istorie
Poziția satului s-a schimbat de mai multe ori, prima așezare cunoscută în zona Ezero de la sud de Grivița actuală, a fost identificată după cucerirea otomană a Bulgariei (secolele al XIV-lea–al XV-lea). Ciuma i-a obligat pe localnici să se mute în locul actual. Legenda din jurul numelui satului spune că zona dintre Trăstenik și Slaveanovo, inclusiv Grivița, era feuda (vakıf) unui nobil otoman pe nume Trastenik Pasha, pasionat de creșterea albinelor și porumbeilor. Se spune că el a construit stupi și o crescătorie de porumbei în zona Rogulți de lângă Grivița de azi, și că a crescut porumbei (în bulgară, гривяк, griveak). Treptat, localnicilor a început să li se spună grivați iar satului, Grivița.
În timpul Războiului Ruso-Turc din 1877–1878, Grivița a fost poziția unei importante întărituri otomane formate din mai multe redute și parte a complexului de fortificații al Plevnei. Bătălia de la Grivița a făcut parte din prelungitul asediu al Plevnei și s-a soldat cu moartea multor soldați ruși și români: pierderile unităților românești aici au fost cele mai mari din tot războiul.
În Grivița se află o școală construită în 1916, precum și un parc amenajat în 1956 și un muzeu deschis în 1967, ambele comemorând evenimentele din 1877. Un mausoleu românesc cu osuar a fost construit în 1892–1897 cu fonduri colectate în România și a fost inaugurat în 1902. În amintirea bătăliei, mai multe cartiere și comune din România poartă numele de Grivița, iar câteva străzi din sat poartă numele unor militari români implicați în bătălie (maior Șonțu, soldat Grigore Ion).